# Distrito de Chapimarca
Chapimarca es un distrito (municipio) situado en la provincia de Aymaraes, ubicada en el departamento de Apurímac, Perú. Según el censo de 2017, tiene una población de 1893 habitantes.

## Ubicación
Está ubicado al noreste de la provincia de Aymaraes, a una altitud de 3414 metros sobre el nivel del mar.

## Límites
- Por el Norte: Tintay
- Por el Sur: Tapayrihua
- Por el Este: Abancay
- Por el Oeste: Colcabamba y Tapayrihua

## Pueblos
- Ancobamba
- Chapimarca
- Pampallacta
- Santiago
- Supalla

## Caseríos
Accobambas, Antarumi, Antojota, Antominas, Bendición, Caychuca, Ccollahuay, Ccusnahui, Chirma, Chuchin pampa, Cochapampa, Cochapucro, Cruz Pata, Elcceno, Huamanhuire, Huanchuyllo, Huayhuani, Illapata, Jolja, Llaullipata, Llinquipucro, Maucallacta, Mutca, Occollollo, Ochoy cruz, Plaza pampa, Puma, Pumahuacho, Puncuisa, Quishuarpata, Racracte, Sacanco, Sanchipampa, Sara-sara, Supaccora, Tarani, Torocapana, Yanacruz, Yaurihuire.

## Anexos
- Santa Rosa.

## Historia
Los antiguos habitantes de la región eran de origen quechua; también llegaron grupos de rebeldes aymaras traídos por los incas desde la meseta del Collao, que fueron instalados como mitimaes (y quienes dieron precisamente su nombre a la provincia de Aymaraes). Estos pobladores se asentaron formando pueblos en Añahuichi, Ccaychuca, etc. La región se llamaba originalmente Chawpimarka o Chaupimarca, que es un vocablo quechua-aymara compuesto que significa “pueblo del centro”. A medida que transcurrió el tiempo se impuso la variante Chapimarca.
Durante la colonia se erigió en la zona la parroquia de Chaupimarca, dependiente del Obispado del Cuzco. Políticamente la zona estaba bajo la jurisdicción del Corregimiento de Aymaraes, luego Partido de Aymaraes, dependiente a la vez de la Intendencia del Cuzco.
Bajo la República, fue creado el distrito de Chapimarca mediante Ley s/n del 2 de enero de 1857, en el gobierno de Ramón Castilla. El distrito estaba constituido por los pueblos de Pampallacta, Ancobamba, Santiago, Supalla, con capital en Chapimarca, y formaba parte de la provincia de Aymaraes, entonces bajo la jurisdicción del departamento del Cuzco.

## Orografía
Esta jurisdicción es físicamente muy accidentada. Presenta tres quebradas profundas que nacen en la cordillera y además tiene una extensa de punas. Aquí se erige picos elevados con nieves como Suparaura, Jatun-chocchuyoc, etc., que son, según creencia andina, sede de los apus o dioses tutelares.

## Hidrografía
Su sistema hidrográfico pertenece a la cuenca del río Apurímac. Destacan el río Pachachaca y el río Antabamba, que delimitan el oeste del distrito; el riachuelo Chamaca, que sirve de límites con la provincia de Abancay; el río Ancobamba, y el de Pampallacta, que nace de la laguna de Yanama. Asimismo pueden mencionarse los riachuelos de Santiago y Huaccha.

## Población
De acuerdo a los modernos censos republicanos, esta ha sido la evolución de la población en Chapimarca:
| Censo | Habitantes |
| ----- | ---------- |
| 1940  | 3279       |
| 1961  | 3493       |
| 1972  | 3383       |
| 1981  | 3450       |
| 1993  | 2819       |
| 2007  | 2221       |
| 2017  | 1893       |

La paulatina disminución de su población se explica por el fenómeno migratorio del campo a ciudades como Lima y otras capitales departamentales.

## Producciones
En la época de los incas floreció en esta zona la agricultura. Sus habitantes supieron extender y aprovechar las tierras no cultivadas para sembrar, construyendo andenerías y acueductos de irrigación para el cultivo y la irrigación de las tierras de Orcco (Pata y Chaca). Esta zona se cosechaba maíz, trigo y otros cereales de alta calidad.

## Hijos ilustres
- Mariano Herencia Zevallos. Nacido en el pueblo de Supalla. Militar y político, en su calidad de primer vicepresidente de la República del Perú asumió la Presidencia de la República del 27 de julio al 2 de agosto de 1872, tras el asesinato del presidente José Balta.

## Autoridades

### Municipales
- 2023-2026
  - Alcalde. Santos Chávez Quispe
  - Regidores: Neliker Ancco Condorpusa, Romalda Achulli Achulli, Rumolo Amado Salazar, Amelia Condori Chávez, Reynaldo Taipe Naveros

## Festividades
- Junio 29: San Pedro y San Pablo.
- Julio 16/17: Virgen del Carmen
- Julio 25: Santiago.
- Agosto 30: Santa Rosa de Lima/ Santa Rosa.
- Septiembre 14: Señor de Exaltación/ Supalla.
- Octubre 7: Virgen del Rosario.